# Lijst van rijksmonumenten in Emmen (plaats)
De plaats Emmen telt 55 inschrijvingen in het rijksmonumentenregister. Hieronder een overzicht.

## Buurtschappen met rijksmonumenten
- Lijst van rijksmonumenten in Weerdinge (9)
- Lijst van rijksmonumenten in Westenesch (6)
- Lijst van rijksmonumenten in Zuidbarge (6)

## Overige rijksmonumenten in Emmen
De lijst hieronder bevat 34 objecten in het overige deel van de kern Emmen.
| Object                                                                                       | Oorspronkelijke functie?  | Bouwjaar                                                                            | Architect                                                               | Locatie                           | Coördinaten?                  | Nr.?   | Afbeelding                                            |
| -------------------------------------------------------------------------------------------- | ------------------------- | ----------------------------------------------------------------------------------- | ----------------------------------------------------------------------- | --------------------------------- | ----------------------------- | ------ | ----------------------------------------------------- |
| Kantongerecht                                                                                | Gerechtsgebouw            | ca. 1840                                                                            |                                                                         | Hoofdstraat 6                     | 52° 47' 3" NB, 6° 53' 49" OL  | 14956  | Meer afbeeldingen                                     |
| Boerderij met woondeel onder met pannen gedekt wolfsdak en met riet gedekt staldeel          | Boerderij                 | 1864                                                                                |                                                                         | Marktplein 7-9                    | 52° 47' 8" NB, 6° 53' 38" OL  | 14957  | Meer afbeeldingen                                     |
| Emmerschans                                                                                  | Fort, vesting en -onderdl | 18e eeuw (oorspr. mog. 1594) ca. 1800 (herb.) 1961 (rest.)                          |                                                                         | bij Rondweg 98                    | 52° 47' 59" NB, 6° 56' 60" OL | 14961  | Meer afbeeldingen                                     |
| Grote of Pancratiuskerk, toren                                                               | Kerk en kerkonderdeel     | eind 12e eeuw ca. 1456 (verh.) 1855-'56 (verb.) 1907 (ommetseling) 1972-'76 (rest.) |                                                                         | Schoolstraat 5                    | 52° 47' 7" NB, 6° 53' 39" OL  | 14958  | Meer afbeeldingen                                     |
| Nabershof, een boerderij met achterbaander en vakwerk in gevel van woondeel                  | Boerderij                 | 1681                                                                                |                                                                         | Noordeind 21                      | 52° 47' 35" NB, 6° 53' 22" OL | 14959  | Meer afbeeldingen                                     |
| Terrein met een grafheuvel                                                                   | Archeologisch monument    | Neolithicum en/of Bronstijd                                                         |                                                                         | Valtherbos                        | 52° 48' 40" NB, 6° 53' 22" OL | 45027  | Upload foto                                           |
| Terrein met hunebed D43                                                                      | Archeologisch monument    | Neolithicum 1997 (rest.)                                                            |                                                                         | bij Noordeind 21                  | 52° 47' 36" NB, 6° 53' 15" OL | 45371  | Meer afbeeldingen                                     |
| Terrein met hunebed D41                                                                      | Archeologisch monument    | Neolithicum 1960 (rest.)                                                            |                                                                         | Odoornerweg/Sluisvierweg          | 52° 47' 60" NB, 6° 53' 9" OL  | 45372  | Meer afbeeldingen                                     |
| Terrein met een en vermoedelijk twee grafheuvels                                             | Archeologisch monument    | Neolithicum en/of Bronstijd                                                         |                                                                         | Odoornerweg/Sluisvierweg          | 52° 47' 59" NB, 6° 53' 6" OL  | 45373  | Upload foto                                           |
| Terrein met hunebed D45                                                                      | Archeologisch monument    | Neolithicum 1957 (rest.)                                                            |                                                                         | Emmerdennen, Boermarkeweg         | 52° 47' 30" NB, 6° 54' 28" OL | 45374  | Meer afbeeldingen                                     |
| Terrein met hunebed D47                                                                      | Archeologisch monument    | Neolithicum 1957 (rest.) 1960 (rest.)                                               |                                                                         | Haselackers                       | 52° 46' 52" NB, 6° 56' 16" OL | 45375  | Meer afbeeldingen                                     |
| Terrein met hunebed D46                                                                      | Archeologisch monument    | Neolithicum 1957 (rest.) 1960 (rest.)                                               |                                                                         | Fokkingeslag                      | 52° 47' 2" NB, 6° 56' 9" OL   | 45376  | Meer afbeeldingen                                     |
| Terrein met zeven grafheuvels                                                                | Archeologisch monument    | Neolithicum en/of Bronstijd                                                         |                                                                         | Emmerdennen, Boslaan              | 52° 47' 44" NB, 6° 55' 45" OL | 45377  | Upload foto                                           |
| Terrein met dertien grafheuvels                                                              | Archeologisch monument    | Neolithicum en/of Bronstijd                                                         |                                                                         | Emmerdennen, Randweg              | 52° 47' 52" NB, 6° 55' 48" OL | 45378  | Upload foto                                           |
| Terrein met twee grafheuvels                                                                 | Archeologisch monument    | Neolithicum en/of Bronstijd                                                         |                                                                         | Emmerdennen, Randweg/Sparrenlaan  | 52° 48' 9" NB, 6° 55' 23" OL  | 45379  | Upload foto                                           |
| Terrein met twee grafheuvels                                                                 | Archeologisch monument    | Neolithicum en/of Bronstijd                                                         |                                                                         | Oude Roswinkelerweg               | 52° 48' 2" NB, 6° 54' 42" OL  | 45380  | Upload foto                                           |
| Urnenveld                                                                                    | Archeologisch monument    | IJzertijd                                                                           |                                                                         | Vossepad                          | 52° 48' 17" NB, 6° 54' 24" OL | 45381  | Upload foto                                           |
| Terrein met vier grafheuvels                                                                 | Archeologisch monument    | Neolithicum en/of Bronstijd                                                         |                                                                         | Vossepad                          | 52° 48' 19" NB, 6° 54' 38" OL | 45382  | Upload foto                                           |
| Terrein met de hunebedden D38, D39, D40, een grafheuvel en een complex zogenaamde hoogakkers | Archeologisch monument    | Neolithicum middeleeuwen 1960 (rest. hunebedden)                                    |                                                                         | Valtherbos                        | 52° 48' 40" NB, 6° 53' 16" OL | 45383  | Meer afbeeldingen                                     |
| Terrein met een grafheuvel                                                                   | Archeologisch monument    | Neolithicum en/of Bronstijd                                                         |                                                                         | Valtherbos                        | 52° 48' 50" NB, 6° 53' 6" OL  | 45384  | Upload foto                                           |
| Terrein met zes grafheuvels en mogelijk sporen van een urnenveld                             | Archeologisch monument    | Neolithicum en/of Bronstijd                                                         |                                                                         | Valtherbos                        | 52° 48' 48" NB, 6° 53' 21" OL | 45385  | Upload foto                                           |
| Terrein met de locatie van het vernielde hunebed D37A                                        | Archeologisch monument    | Neolithicum                                                                         |                                                                         | Valtherbos                        | 52° 49' 11" NB, 6° 53' 4" OL  | 45386  | Upload foto                                           |
| Terrein met drie grafheuvels                                                                 | Archeologisch monument    | Neolithicum en/of Bronstijd                                                         |                                                                         | Valtherbos                        | 52° 49' 18" NB, 6° 52' 58" OL | 45387  | Upload foto                                           |
| Terrein met een grafheuvel                                                                   | Archeologisch monument    | Neolithicum en/of Bronstijd                                                         |                                                                         | Valtherbos                        | 52° 49' 12" NB, 6° 53' 7" OL  | 45388  | Upload foto                                           |
| Terrein met overblijfselen van twee veenbruggen                                              | Archeologisch monument    | 1170 ±50 v.Chr. 530 ±40 v.Chr.                                                      |                                                                         | Tweede Groenedijk                 | 52° 47' 1" NB, 6° 58' 6" OL   | 45390  | Upload foto                                           |
| Sint-Gerardus Majellakerk                                                                    | Kerk en kerkonderdeel     | 1906 1922-'23 (uitbr., kapel) 1937 (uitbr.) 1996 (dakruiter)                        | H. Kroes Jos. Cuypers m.m.v. P.J.H. Cuypers (1922-'23) H.J. Bakx (1937) | Splitting 142 (Barger-Oosterveld) | 52° 46' 21" NB, 6° 57' 42" OL | 510947 | Meer afbeeldingen                                     |
| De Lindenhof                                                                                 | Woonhuis                  | ca. 1935                                                                            | D. Jansen en B. Bos                                                     | Hoofdstraat 26                    | 52° 47' 9" NB, 6° 53' 43" OL  | 510948 | Lindenhof De Lindenhof                                |
| 't Hospershuis (deel van Dierenpark Emmen)                                                   | Woonhuis                  | 1934                                                                                | J. van Ess                                                              | Hoofdstraat 24                    | 52° 47' 8" NB, 6° 53' 43" OL  | 510949 | Hospershuis 't Hospershuis(deel van Dierenpark Emmen) |
| Voormalige synagoge                                                                          | Kerk en kerkonderdeel     | 1878 1909 (uitbr.) 1993 (rest.)                                                     |                                                                         | Julianastraat 27                  | 52° 46' 49" NB, 6° 53' 55" OL | 510950 | Meer afbeeldingen                                     |
| Kapel-kerk                                                                                   | Kerk en kerkonderdeel     | 1923 1951 (uitbr.)                                                                  | J. en Th. Stuivinga Stuivinga & Van der Horst (1951)                    | Kapelstraat 63                    | 52° 47' 1" NB, 6° 53' 53" OL  | 510951 | Meer afbeeldingen                                     |
| Eikenhorst                                                                                   | Woonhuis                  | 1934                                                                                | D. Jansen en C. Bos                                                     | De Molenkamp 12                   | 52° 47' 28" NB, 6° 54' 13" OL | 510952 | Upload foto                                           |
| Woonhuis/winkel in de stijl van een krimpenboerderij                                         | Winkel                    | 1920                                                                                | H. Scholten                                                             | Oude Zuidbargerstraat 6           | 52° 46' 25" NB, 6° 53' 27" OL | 510953 | Meer afbeeldingen                                     |
| Hervormde kerk (Mariakerk)                                                                   | Kerk en kerkonderdeel     | 1855-'56 1964-'65 (rest. interieur)                                                 |                                                                         | Schoolstraat 5                    | 52° 47' 7" NB, 6° 53' 40" OL  | 510954 | Hervormde kerk (Mariakerk)                            |
| Voorm. Rijks Landbouw Winterschool                                                           | Onderwijs en wetenschap   | 1917                                                                                |                                                                         | Boslaan 3                         | 52° 47' 19" NB, 6° 53' 49" OL | 510955 | Meer afbeeldingen                                     |